# Pierre Ngijol
Pierre Ngijol Ngijol (Somaseng, 8 août 1934 — Yaoundé, 29 juin 2009) est un universitaire et homme de lettres camerounais, enseignant en France et au Cameroun, doyen de la faculté de lettres et sciences humaines de Yaoundé.

## Biographie
Né le 8 août 1934,à Somaseng au Cameroun, Pierre Ngijol a été reçu au concours de l’agrégation de grammaire en 1963. Ayant soutenu sa thèse de doctorat d’État en 1982 à l'université de Bordeaux, il a été admis au grade de professeur titulaire.
Pierre Ngijol a été trois fois doyen de la faculté de lettres et sciences humaines à l'université de Yaoundé, de 1965 à 1967, puis de 1982 à 1983 et enfin de 1990 à 1993. Son cursus, il l'entame au début des années 1960, en tant qu'enseignant vacataire à la Sorbonne. Au Cameroun, il a exercé aux universités de Yaoundé I et de Douala. Après son départ à la retraite en 1995, il donne des cours dans de nombreuses universités camerounaises et étrangères en tant que consultant en lettres et sciences humaines.
Pierre Ngijol était également écrivain, auteur des Fils de Hitong, sa thèse de doctorat d’État, et de Njab Makon, paru dans la collection « Les Merveilles africaines » et inscrit aux programmes scolaires camerounais.
Il est mort le 29 juin 2009, à Yaoundé, des suites d’un accident de la circulation,.

## Publications
- Les Fils de Hitong, 1982
- Njab Makon, traduction de Pierre Ngijol, 1986[4]